# Chlorotettix nudata
Chlorotettix nudata är en insektsart som beskrevs av Ball 1900. Chlorotettix nudata ingår i släktet Chlorotettix och familjen dvärgstritar. Inga underarter finns listade i Catalogue of Life.